# Presa de Squillace
La Presa de Squillace fou una de les batalles de la Guerra de Sicília

## Antecedents
El 1295 la pau d'Anagni entre el Regne de França, els Valois, el Regne de Nàpols i la Corona d'Aragó va posar fi provisional a la lluita, renunciant a Sicília i Calàbria i el retorn del regne de Mallorca a Jaume II de Mallorca, mentre que Carles I de Valois ratificava la seva renúncia a la investidura Papal dels regnes catalans i el Papa com a desgreuge cedia la investidura de les illes de Còrsega i Sardenya, sota domini efectiu de les repúbliques de Gènova i Pisa però de les que el Papa tenia l'alta senyoria feudal al rei català.
A l'illa de Sicília el retorn als angevins va ser molt mal vist i es van preparar per oposar-se. Ischia va ser el primer territori que els catalans van retornar. El Parlament sicilià es va reunir a Catania el 15 de gener de 1296 i va rebutjar el lliurament del país a Carles II d'Anjou; el rei Jaume II fou declarat sense dret al regne i en virtut del testament del seu pare que l'obligava a cedir-lo a son germà, que fou proclamat Frederic II de Sicília el 25 de març de 1296, coronat a Palerm.
Carles va reaccionar a la coronació de Frederic, que va donar el càrrec de virrei i de capità general Guillem Galceran de Cartellà i declarant-li la guerra a i preparant una invasió de Sicília amb el suport de Jaume el Just. A continuació, els sicilians van envair territori napolità, assetjant Siracusa, que va resistir, però van conquerir Catania, Messina i Reggio

## La presa de Squillace
Després de dos mesos de setge Giovanni Monforte, el comte de Squillace va poder fugir, i el castell fou pres.

## Conseqüències
Les disensions entre Guillem Galceran de Cartellà i Roger de Llúria es van fer insalvables i Roger va passar a Calàbria, i els castells que Roger de Llúria posseïa a l'illa, encerclats i vençuts. Roger de Llúria intentà aixecar Calàbria contra Frederic però va fracassar en ser derrotat pel governador Blasco d'Alagó el vell a la batalla de Catanzaro.